# Villers-le-Sec (Meuse)
Pour les articles homonymes, voir Villers-le-Sec.
Villers-le-Sec est une commune française située dans le département de la Meuse en région Grand Est.

## Géographie

### Situation
Villers-le-Sec est un village de la Meuse, en région Lorraine.
Il est situé dans le canton de Montiers-sur-Saulx, comme les villages limitrophes de Fouchères-aux-Bois (3,5 km), Dammarie-sur-Saulx (5 km), Hévilliers (3,5 km), mais à moins de deux kilomètres du canton de Ligny-en-Barrois. Celui-ci démarre entre Villers-le-Sec et Longeaux (5 km), en un point culminant les alentours et traversé par la route, qui est appelé Feil.
Son nom est dû au fait qu'aucun cours d'eau ne le traverse, car Villers-le-Sec est situé sur un plateau entre les vallées de l'Ornain et de la Saulx. Cependant, le village n'est pas totalement dépourvu d'eau puisqu'il est situé au-dessus d'une importante nappe phréatique et que les mares sont très nombreuses. Bien que leur niveau soit bien plus bas qu'auparavant (certaines ont même disparu), les alentours du village sont plutôt marécageux.

#### Communes limitrophes
| Fouchères-aux-Bois   | Fouchères-aux-Bois | Longeaux   |
| Fouchères-aux-Bois   | Villers-le-Sec     | Hévilliers |
| Le Bouchon-sur-Saulx | Hévilliers         | Hévilliers |

### Hydrographie
La commune est dans la région hydrographique « la Seine de sa source au confluent de l'Oise (exclu) » au sein du bassin Seine-Normandie. Elle n'est drainée par aucun cours d'eau,.

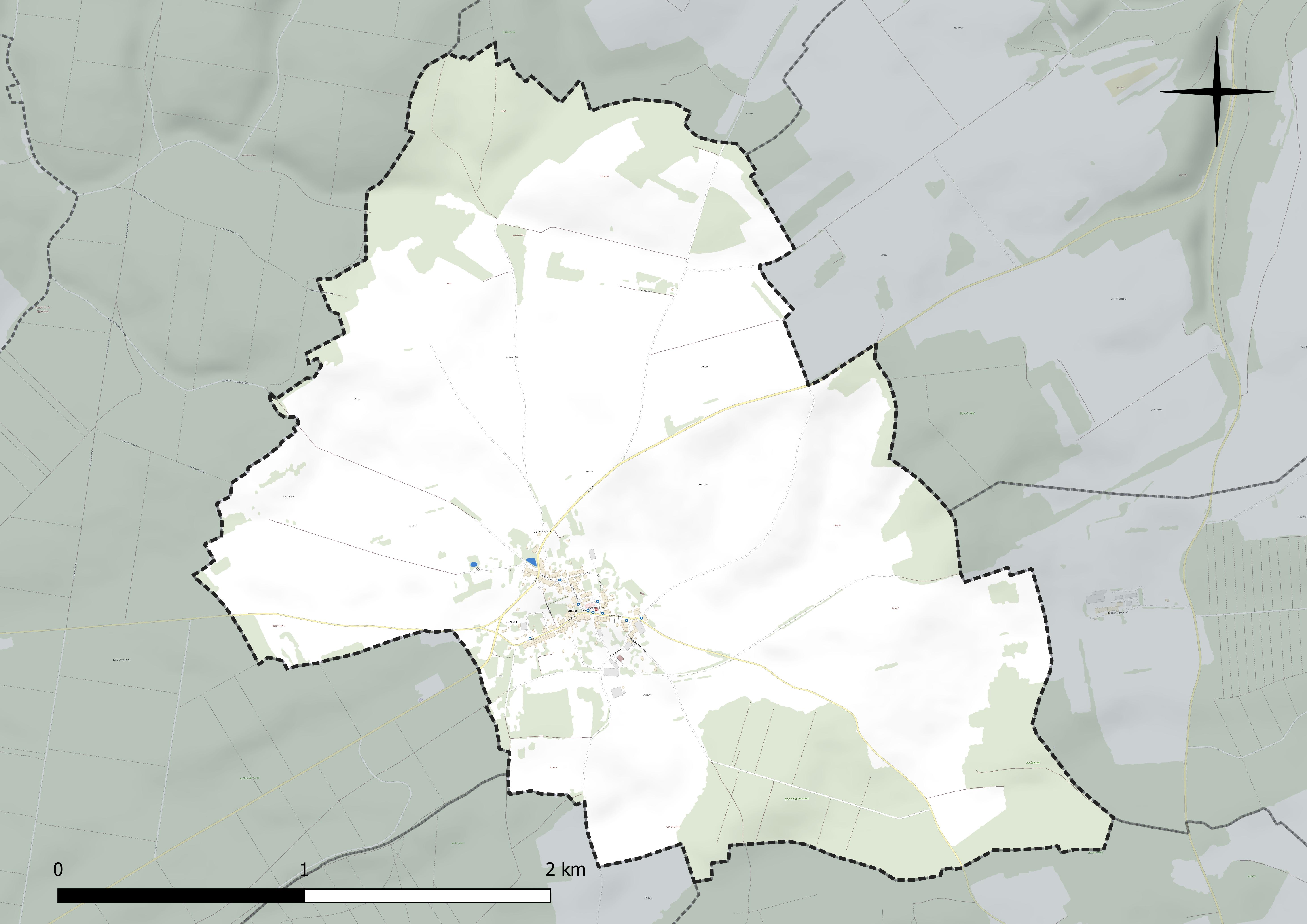
Réseau hydrographique de Villers-le-Sec.

### Climat
Pour des articles plus généraux, voir Climat du Grand Est et Climat de la Meuse.
En 2010, le climat de la commune est de type climat de montagne, selon une étude du Centre national de la recherche scientifique s'appuyant sur une série de données couvrant la période 1971-2000. En 2020, Météo-France publie une typologie des climats de la France métropolitaine dans laquelle la commune est exposée à un climat océanique altéré et est dans la région climatique  Lorraine, plateau de Langres, Morvan, caractérisée par un hiver rude (1,5 °C), des vents modérés et des brouillards fréquents en automne et hiver. 
Pour la période 1971-2000, la température annuelle moyenne est de 9,9 °C, avec une amplitude thermique annuelle de 16,2 °C. Le cumul annuel moyen de précipitations est de 1 048 mm, avec 13,8 jours de précipitations en janvier et 9,8 jours en juillet. Pour la période 1991-2020, la température moyenne annuelle observée sur la station météorologique de Météo-France la plus proche, « Chevillon_sapc », sur la commune de Chevillon à 16 km à vol d'oiseau, est de 11,1 °C et le cumul annuel moyen de précipitations est de 982,1 mm. 
La température maximale relevée sur cette station est de 40,6 °C, atteinte le 25 juillet 2019 ; la température minimale est de −17,4 °C, atteinte le 20 décembre 2009,,. 
Les paramètres climatiques de la commune ont été estimés pour le milieu du siècle (2041-2070) selon différents scénarios d'émission de gaz à effet de serre à partir des nouvelles projections climatiques de référence DRIAS-2020. Ils sont consultables sur un site dédié publié par Météo-France en novembre 2022.

## Urbanisme

### Typologie
Au 1er janvier 2024, Villers-le-Sec est catégorisée commune rurale à habitat dispersé, selon la nouvelle grille communale de densité à sept niveaux définie par l'Insee en 2022.
Elle est située hors unité urbaine. Par ailleurs la commune fait partie de l'aire d'attraction de Bar-le-Duc, dont elle est une commune de la couronne,. Cette aire, qui regroupe 86 communes, est catégorisée dans les aires de 50 000 à moins de 200 000 habitants,.

### Occupation des sols
L'occupation des sols de la commune, telle qu'elle ressort de la base de données européenne d’occupation biophysique des sols Corine Land Cover (CLC), est marquée par l'importance des territoires agricoles (73,7 % en 2018), en augmentation par rapport à 1990 (70,6 %). La répartition détaillée en 2018 est la suivante : 
terres arables (68 %), forêts (22 %), prairies (5,5 %), zones urbanisées (4,3 %), zones agricoles hétérogènes (0,2 %). L'évolution de l’occupation des sols de la commune et de ses infrastructures peut être observée sur les différentes représentations cartographiques du territoire : la carte de Cassini (XVIIIe siècle), la carte d'état-major (1820-1866) et les cartes ou photos aériennes de l'IGN pour la période actuelle (1950 à aujourd'hui).

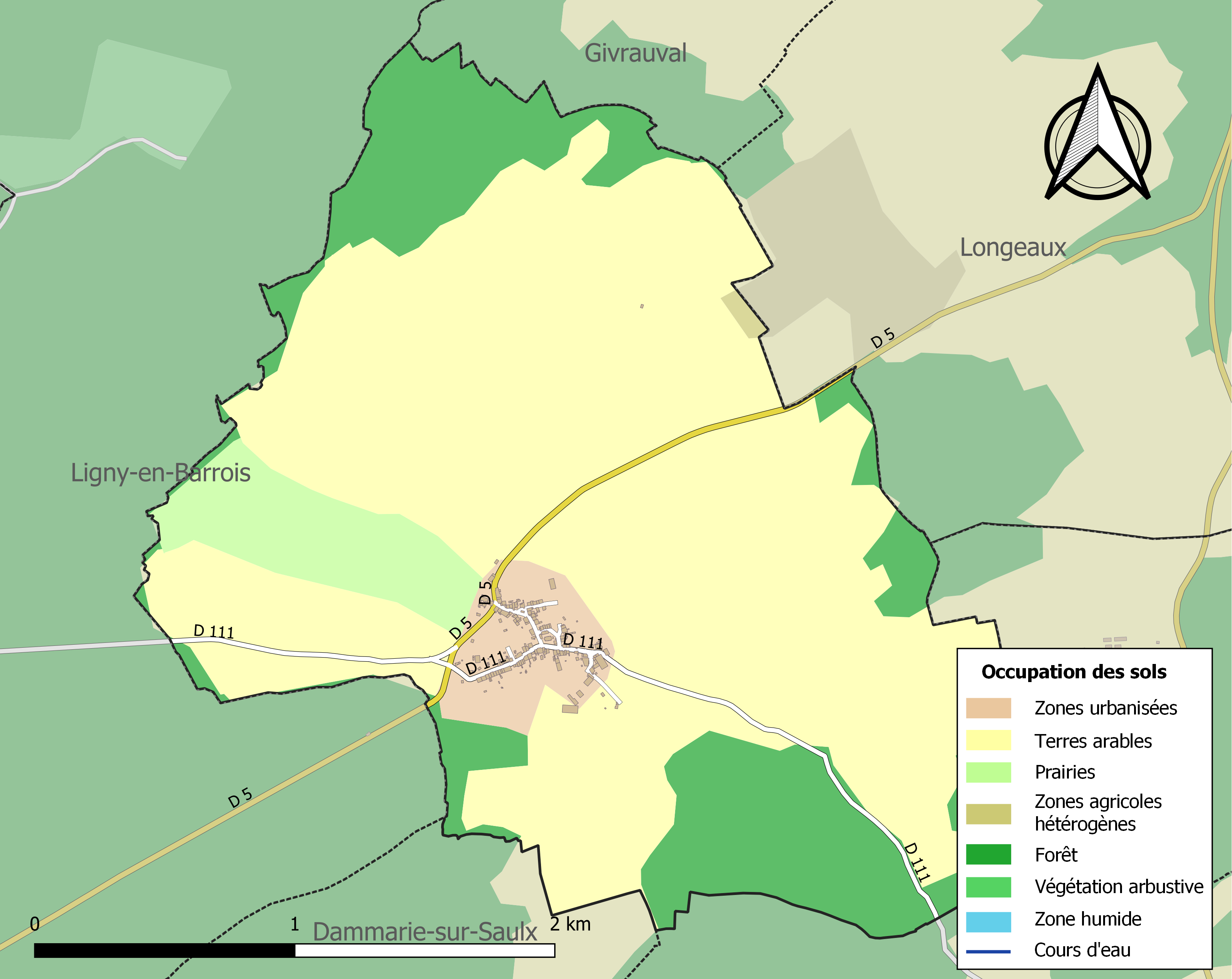
Carte des infrastructures et de l'occupation des sols de la commune en 2018 (CLC).

## Toponymie
Anciennes mentions : Vidiliacus (948) ; Videliacus (1071) ; Villarium-Siccum, Villaristicum (1402) ; Villiers-le-Secq (1460) ; Villers-le-Secq (1495-96) ; Villare-Siccum (1711) ; Videliacum (1756).
Le déterminant -le-sec, la seconde partie du nom, qualifie des villages qui ne possèdent pas de source, mais cela ne veut pas dire que le village manque d’eau. Villers-le-sec, comme son nom l’indique ne possède pas de ruisseau.

## Histoire
Villers-le-Sec est un village de l'ancien diocèse de Toul.
Le nombre d'habitants est de 133 en 1999 mais le village de Villers-le-Sec comptait plus de 500 habitants au XIXe siècle. À cette époque, la localité vivait essentiellement grâce à la mine de fer.
À cette même époque, les sapins coupés dans les bois alentour étaient rassemblés dans le village et expédiés pour les fêtes de Noël.
Le village est d'ailleurs entouré par la forêt dont celle de Ligny-en-Barrois qui s'étend sur 20 kilomètres du nord au sud : pour accéder à n'importe quel village alentour depuis Villers-le-Sec, il faut nécessairement passer par les bois.
Le bois reste encore dans les années 2000 une ressource importante pour tout le canton de Montiers-sur-Saulx, et ce de la matière première au produit fini (bûcherons, scieries, ébénisterie, fabrique de meubles).
Le village fut aussi traversé par le Naix-Güe, ligne de train qui parcourait la distance séparant les villages de Naix-aux-Forges et de Güe, près d'Ancerville. Une gare existait alors à Villers-le-Sec. Désormais, il ne reste de la ligne de chemin de fer (qui passait respectivement par Longeaux, Villers-le-Sec puis Dammarie-sur-Saulx, dans le sens Naix-Güe), qu'un chemin visible à certains endroits, car il surplombe ou est surplombé légèrement par le relief environnant.

## Politique et administration
| Période                                  | Période   | Identité            | Étiquette | Qualité |
| ---------------------------------------- | --------- | ------------------- | --------- | ------- |
| Les données manquantes sont à compléter. |           |                     |           |         |
| 1986                                     | 1995      | Hubert Varnier      |           |         |
| 1995                                     | mars 2014 | Jean-Pierre Lefevre |           |         |
| mars 2014                                | En cours  | Dominique Karp      |           |         |

## Population et société

### Démographie
L'évolution du nombre d'habitants est connue à travers les recensements de la population effectués dans la commune depuis 1793. Pour les communes de moins de 10 000 habitants, une enquête de recensement portant sur toute la population est réalisée tous les cinq ans, les populations de référence des années intermédiaires étant quant à elles estimées par interpolation ou extrapolation. Pour la commune, le premier recensement exhaustif entrant dans le cadre du nouveau dispositif a été réalisé en 2004.

En 2022, la commune comptait 127 habitants, en évolution de +2,42 % par rapport à 2016 (Meuse : −4,4 %, France hors Mayotte : +2,11 %).
| 1793 | 1800 | 1806 | 1821 | 1831 | 1836 | 1841 | 1846 | 1851 |
| ---- | ---- | ---- | ---- | ---- | ---- | ---- | ---- | ---- |
| 484  | 504  | 488  | 476  | 506  | 494  | 500  | 516  | 536  |

| 1856 | 1861 | 1866 | 1872 | 1876 | 1881 | 1886 | 1891 | 1896 |
| ---- | ---- | ---- | ---- | ---- | ---- | ---- | ---- | ---- |
| 508  | 493  | 483  | 484  | 450  | 406  | 421  | 382  | 353  |

| 1901 | 1906 | 1911 | 1921 | 1926 | 1931 | 1936 | 1946 | 1954 |
| ---- | ---- | ---- | ---- | ---- | ---- | ---- | ---- | ---- |
| 327  | 308  | 286  | 272  | 235  | 243  | 220  | 199  | 205  |

| 1962 | 1968 | 1975 | 1982 | 1990 | 1999 | 2004 | 2006 | 2009 |
| ---- | ---- | ---- | ---- | ---- | ---- | ---- | ---- | ---- |
| 190  | 181  | 156  | 170  | 155  | 133  | 148  | 150  | 132  |

| 2014 | 2019 | 2022 | - | - | - | - | - | - |
| ---- | ---- | ---- | - | - | - | - | - | - |
| 130  | 125  | 127  | - | - | - | - | - | - |

## Économie
Aujourd'hui il existe diverses « entreprises » au sein du village : des agriculteurs, un fournil/boulangerie A la Saulx du pain, une entreprise de maçonnerie, de mécanique agricole, de mécanique de précision, une unité de méthanisation, une distillerie (qui produit de la goutte de mirabelle pendant la basse saison) et un atelier de création textile.
Le comité des fêtes organisent de multiples animations, dont la "Saulx'vageonne", une courses d'obstacles.

## Culture locale et patrimoine

### Lieux et monuments
La commune possède une église construite en 1851, dédiée à sa sainte patronne, sainte Libaire. À l'intérieur de celle-ci, on peut trouver 3 statues en pierre polychrome (XVIIIe), ainsi qu'un bas-relief retraçant le martyre de la sainte lorraine (XVIIIe).
Jusqu'au XIXe siècle, le prénom de la sainte était fréquemment donné aux filles du village.
Le village se distingue de ses voisins par ses façades en pierres apparentes, inhabituelles pour la région.

### Héraldique
| Blason de Villers-le-Sec | Blason  | De gueules à une couronne de palmes d'or entourant un bonnet phrygien d'argent, au chef d'or chargé de deux croix potencées d'azur. |
| Blason de Villers-le-Sec | Détails | Blason composé par R.-A. Louis avec la Commission héraldique de l'UCGL et mis à disposition de la commune en 2011.[réf. nécessaire] |